# Melisa Gil
Melisa Gil (9 de agosto de 1984) é uma atiradora argentina e medalhista pan-americana em 2003, 2007, 2011 e 2015.